# بيارن أندرسن
بيارن أندرسن (بالنرويجية البوكمول: Bjarne Andersen)‏ هو كاتب سيناريو ومخرج وممثل نرويجي، ولد في 15 يناير 1909 في ستافانغر في النرويج، وتوفي في 13 أغسطس 1982 في أوسلو في النرويج.

## وصلات خارجية
- بيارن أندرسن على موقع IMDb (الإنجليزية)
- بيارن أندرسن على موقع أول موفي (الإنجليزية)
- بيارن أندرسن على موقع قاعدة بيانات الأفلام السويدية (السويدية)
- بيارن أندرسن على موقع قاعدة بيانات الفيلم (الإنجليزية)
- بيارن أندرسن على موقع كينوبويسك (الروسية)